# Vinohrady (Brno)
Vinohrady – historyczna gmina, dzielnica i gmina katastralna, a od 24 listopada 1990 pod nazwą Brno-Vinohrady również część miasta w północno-wschodniej części Brna, o powierzchni 196 ha. Składa się z dwóch części: Židenice i Maloměřice.